# Исраилов, Ильхом Мухтарович
Ильхом Мухтарович Исраилов (15 августа 1968) — киргизский футболист, полузащитник.

## Биография
О выступлениях в советский период и в первых сезонах чемпионата Кыргызстана сведений нет[уточнить]. В высшей лиге Кыргызстана дебютировал в 1994 году, в 25-летнем возрасте в составе клуба «Ак-Алтын» (Кара-Суу). Часть сезона 1995 года провёл в составе ошского «Динамо», а в сезоне 1997 года выступал за ошский «Жаштык». С 1998 года клуб стал называться «Жаштык-Ак-Алтын» и представлять Кара-Суу. До 2001 года футболист был твёрдым игроком основного состава «Жаштыка», становился серебряным (2001) и бронзовым (1999) призёром чемпионата Кыргызстана, финалистом Кубка страны (2001). Со временем потерял место в составе — в 2002 году, когда команда во второй раз завоевала серебро, сыграл только 7 матчей, а в чемпионском сезоне 2003 года провёл 4 игры, в 2004 году не сыграл ни одного матча. Однако в 2006 году вернулся в состав команды и в течение ещё двух сезонов продолжал выступления, завершив карьеру в 39 лет. В 2006 и 2007 годах становился бронзовым призёром чемпионата, в 2006 году — финалистом национального Кубка. Всего за клуб из Кара-Суу провёл более 130 матчей в высшей лиге, забив 21 гол.

## Личная жизнь
Приходится дядей футболисту сборной Кыргызстана Ахлетдину Исраилову.